# Orden denso
En matemática, y particularmente en la teoría del orden, un orden parcial < en un conjunto X es denso (o denso-en-sí-mismo) si para todo x e y en X para los cuales x < y, existe un z en X tal que x < z < y.
Los números racionales con la ordenación usual son en este sentido un conjunto densamente ordenado, así como también lo son los números reales. Por otro lado, la ordenación usual en los enteros no es densa.